# Olympische Sommerspiele 1896/Radsport – 12-Stunden-Rennen (Männer)
Das einzige 12-Stunden-Rennen im Bahnradsport der Männer in der olympischen Geschichte fand bei den Olympischen Spielen 1896 in Athen am 13. April 1896 statt. Es war der letzte Wettkampf der Spiele. Das Rennen wurde um 5 Uhr morgens gestartet und endete um 17 Uhr. Der Fahrer, der in dieser Zeit die längste Distanz zurücklegen konnte gewann. Insgesamt nahmen 7 Fahrer an diesem Wettkampf teil. Schon früh setzten sich der Adolf Schmal aus Österreich zusammen mit dem Briten Frederick Keeping von den restlichen Fahrern ab und überrundete diese. Bereits nach 3 Stunden gaben vier davon auf. Am Nachmittag gab auch der Grieche Georgios Paraskevopoulos auf. Nachdem sich nur noch Schmal und Keeping Hoffnung auf einen Sieg machten konnten, einigten sich beide auf eine Pause. Am Ende gewann Schmal mit einer Runde Vorsprung auf Keeping.

## Ergebnisse
| Rang | Athlet                    | Nation          | Distanz    |
| ---- | ------------------------- | --------------- | ---------- |
| 1    | Adolf Schmal              | Österreich      | 314,997 km |
| 2    | Frederick Keeping         | Großbritannien  | 314,664 km |
|      | Georgios Paraskevopoulos  | Griechenland    | DNF        |
|      | Nikos Loverdos            | Griechenland    | DNF        |
|      | A. Tryfiatis-Trypiapis    | Griechenland    | DNF        |
|      | Joseph Welzenbacher       | Deutsches Reich | DNF        |
|      | Konstantinos Konstantinou | Griechenland    | DNF        |